# Синь Чжилэй
Синь Чжилэй (кит. 辛芷蕾; пиньинь: Xīn Zhǐlěi; род. 8 апреля 1986, Хэган, провинция Хэйлунцзян, Китай) — китайская актриса, известная своими ролями в фильмах «Против течения» и «Братство клинков II: Адское поле битвы», а также в телесериалах «Легенда о Жуи» (2018), «Радость жизни» (2019) и «Цветение» (2023).

## Биография
Синь Чжилэй родилась 8 апреля 1986 года в городе Хэган, провинция Хэйлунцзян, Китай. Изначально изучала дизайн одежды в Харбине, но позже решила посвятить себя актёрской карьере. Дебютировала на телевидении в 2011 году в сериале «Раскрашенная кожа». После этого поступила в Центральную академию драмы для дальнейшего обучения актёрскому мастерству.

## Карьера
В 2012 году Синь Чжилэй исполнила главную роль в фильме «Призрачная любовь» (诡爱). В 2016 году сыграла главную роль в фильме «Против течения» (长江图), который получил признание критиков. В 2017 году снялась в историческом боевике «Братство клинков II: Адское поле битвы» (绣春刀II修罗战场). На телевидении известна ролями в сериалах «Легенда о Жуи» (2018), «Радость жизни» (2019) и «Цветение» (2023).

## Фильмография
Примечание: список может быть неполным.

### Фильмы
| Год  | Оригинальное название | Международное название                             | Русское название                       | Роль           | Примечания   |
| ---- | --------------------- | -------------------------------------------------- | -------------------------------------- | -------------- | ------------ |
| 2012 | 诡爱                  | Haunting Love                                      | Призрачная любовь                      | Сяо Сяоя       | Главная роль |
| 2013 | 笔仙II                | Bunshinsaba 2                                      | Заклятие смерти 2                      | Нана           | Главная роль |
| 2015 | 不可思异              | Impossible                                         | Невозможное                            | Тянь Цзин      |              |
| 2016 | 长江图                | Crosscurrent                                       | Против течения                         | Ань Лу         | Главная роль |
| 2016 | 少年                  | Blood of Youth                                     | Кровь юности                           | Виолончелистка | Камео        |
| 2017 | 绣春刀II修罗战场      | Brotherhood of Blades II: The Infernal Battlefield | Братство клинков II: Адское поле битвы | Дай Байин      |              |
| 2020 | 我的机器人女友        | Yes, I Do!                                         | Моя девушка — робот                    | Чу И           | Главная роль |
| 2020 | 紧急救援              | The Rescue                                         | Служба спасения                        | Фан Юйлин      |              |
| 2021 | 有一点动心            | Tempting Hearts                                    | Пылкие сердца                          |                | Камео        |
| 2021 | 古董局中局            | Schemes in Antiques                                | Антикварное мошенничество              | Хуан Яньян     | Главная роль |

### Телесериалы
| Год  | Оригинальное название | Международное название                | Русское название                | Роль                   | Примечания   |
| ---- | --------------------- | ------------------------------------- | ------------------------------- | ---------------------- | ------------ |
| 2011 | 画皮                  | Painted Skin                          | Раскрашенная кожа               | Сусу                   |              |
| 2012 | 偏偏爱上你            | Fall in Love with You                 | Хозяин гостиницы                | Ли Цзясюань            |              |
| 2013 | 女人帮                | Woman Gang                            | Женская банда                   | Гао Синьсинь           |              |
| 2014 | 懂小姐                | Miss Dong                             | Мисс Дун                        | Подруга мисс Дун       |              |
| 2015 | 王大花的革命生涯      | Wang Dahua Revolutionary Career       | Революционная карьера Ван Дахуа | Цзя Цзяфэн             | Главная роль |
| 2015 | 华胥引之绝爱之城      | Hua Xu Yin: City of Desperate Love    | Страна отчаянной любви          | Наньгун Цин            |              |
| 2015 | 拥抱星星的月亮        | Embrace the Stars of the Moon         | Объятия звёзд и луны            | Ся Минъюэ              | Главная роль |
| 2018 | 恋爱先生              | Mr. Right                             | Господин Правильный             | Гу Яо                  |              |
| 2018 | 幸福巧克力            | Happiness Chocolate                   | Шоколад счастья                 | Чжун Цюйцюй            | Главная роль |
| 2018 | 斗破苍穹              | Battle Through the Heavens            | Расколотая битвой синева небес  | Медуза                 |              |
| 2018 | 如懿传                | Ruyi’s Royal Love in the Palace       | Легенда о Жуи                   | Цзин Юйянь             |              |
| 2019 | 鬼吹灯之怒晴湘西      | Candle in the Tomb: The Wrath of Time | Свеча в гробнице: Гнев времени  | Мисс Хун               | Главная роль |
| 2019 | 带着爸爸去留学        | Over the Sea I Come to You            | Через океан я иду к тебе        | Линь Фэн               | Главная роль |
| 2019 | 庆余年                | Joy of Life                           | Радость жизни                   | Хайтян Дуодуо          |              |
| 2020 | 狼殿下                | The Wolf                              | Волк                            | Яо Цзи                 |              |
| 2021 | 输赢                  | Win the Future                        | Пан или пропал                  | Лу Цзя                 | Главная роль |
| 2022 | 超时空大玩家          | I Am a Superstar                      | Я суперзвезда                   | Жао Ай Мин / Ван Сы Сы | Главная роль |
| 2023 | 繁花                  | Blossoms Shanghai                     | Цветение                        | Ли Ли / Чэнь Чжэнь     |              |

## Награды и номинации
| Год  | Премия                                                | Категория                           | Работа                                                    | Результат |
| ---- | ----------------------------------------------------- | ----------------------------------- | --------------------------------------------------------- | --------- |
| 2019 | 26-я премия Huading                                   | Лучшая актриса (историческая драма) | Свеча в гробнице: Гнев времени                            | Номинация |
| 2019 | Golden Bud — четвертый сетевой кино- и теле-фестиваль | Лучшая актриса                      | Свеча в гробнице: Гнев времени и Через океан я иду к тебе | Номинация |
| 2024 | 32-я Шанхайская премия «Белая магнолия»               | Лучшая главная роль                 | китайская версия телеспектакля Prima Facie                | Победа    |